# Miltogramma alexii
Miltogramma alexii är en tvåvingeart som först beskrevs av Boris Borisovitsch Rohdendorf 1927.  Miltogramma alexii ingår i släktet Miltogramma och familjen köttflugor.
Artens utbredningsområde är Kazakstan. Inga underarter finns listade i Catalogue of Life.